# Midnight Man
Midnight Man – trzeci singel z płyty Dig, Lazarus, Dig!!! nagranej przez zespół Nick Cave and the Bad Seeds.
Singel jest dostępny, jedynie jako 7" płyta winylowa wydana w ilości 1000 egzemplarzy lub jako płatny download. Okładka albumu została zaprojektowana przez samego Nicka Cave’a, w podobnym stylu jak poprzednie okładki do singli z płyty Dig, Lazarus, Dig!!!, które sygnowali Iain Forsyth oraz Jane Pollard. Forsyth i Pollard wyreżyserowali teledysk towarzyszący utworowi.

## Spis utworów
Utwory 3 oraz 4 są dostępne jedynie do ściągnięcia z Internetu.
1. Midnight Man
2. Hey Little Firing Squad
3. Dig, Lazarus, Dig!!! (Early Version)
4. More News From Nowhere (Early Version)